# 沃克島 (佛羅里達州)
沃克島（英語：Island Walk）是位於美國佛羅里達州科利爾縣的一個人口普查指定地區。

## 地理
沃克島的座標為26°15′02″N 81°42′41″W / 26.25056°N 81.71139°W，而該地最高點為海拔高度4米（即13英尺）。

## 人口
根據2010年美國人口普查的數據，沃克島的面積為2.70平方千米，當中陸地面積為2.70平方千米，而水域面積為0.00平方千米。當地共有人口3035人，而人口密度為每平方千米1,124人。